# CCTV-4
CCTV-4（シーシーティービーフォー、別名：中国中央電視台国際チャンネル）は中国の国営テレビ局中国中央電視台の中国語国際放送である。正確には、中国中央電視台の4番目のチャンネルという位置付けである。

## 概要
1992年10月1日に放送を開始。24時間放送であり、放送対象は世界中に住んでいる中国人（主に中国本土外に在住する華僑や華人）。ニュース番組として中国新聞、エンターテインメント番組として中国文藝などがある。
2007年4月1日にアジア向け（CCTV International Asia）、ヨーロッパ向け（CCTV International Europe）、アメリカ向け（CCTV International America）に分割し、それぞれ別々の番組編成になった。

## 日本での視聴方法
- インターネット放送で視聴可能（リアルタイム）

なおインターネット放送はインターネット回線を使用しているため、30秒～1分程度のタイムラグがある。また回線の状況によっては映像が乱れたり表示されないことがある。
- スカパーによる視聴

スカパー568chの大富チャンネルにて、CCTV-4をリアルタイムに放送している。